# Helina nitens
Helina nitens är en tvåvingeart som först beskrevs av Macquart 1855.  Helina nitens ingår i släktet Helina och familjen husflugor. Inga underarter finns listade i Catalogue of Life.